# Thor: Love and Thunder
Thor: Love and Thunder er en amerikansk superheltefilm fra 2022. Filmen er baseret på Marvel Comics - karakteren Thor, produceret af Marvel Studios og distribueret af Walt Disney Studios Motion Pictures. Det er den direkte efterfølger til Thor: Ragnarok (2017) og den 29. film i Marvel Cinematic Universe (MCU). Filmen er instrueret af Taika Waititi, som skrev manuskriptet sammen med Jennifer Kaytin Robinson.

## Skuespillere
- Chris Hemsworth som Thor
- Tessa Thompson som Valkyrie
- Natalie Portman som Jane Foster / Mighty Thor
- Christian Bale som Gorr the God Butcher
- Chris Pratt som Peter Quill / Star-Lord
- Jaimie Alexander som Sif
- Pom Klementieff som Mantis
- Dave Bautista som Drax the Destroyer
- Karen Gillan som Nebula
- Sean Gunn som Kraglin Obfonteri
- Jeff Goldblum som Grandmaster
- Vin Diesel som Groot